# 外星爬蟲人

外星爬蟲人

外星爬蟲人（英語：Reptilians，也稱為、或），亦作爬蟲人或蜥蜴人，是目擊事件中出現的外星人之一。
外星爬蟲人時常與外星人誘拐事件還有陰謀論相提並論。這些爬蟲人的外表有淺綠色的麟片覆蓋，有琥珀色的眼睛。 手指尖長，有三根手指，牙齒尖，五至六米或15呎高，懂得心靈感應。傳統上相信牠們能夠變形，有食用人類或吸飲人血的習慣，以保持人類的外型。陰謀論者還相信現實世界有不少政要其實也是牠們的同類變形而成的。2013年4月2日，根據一家專門分析政治動向的美國機構 — 公共政策民調基金會所做的調查顯示，有4%的美國民眾投票認為，外星爬蟲人透過奪取政治權力來控制人類社會。

## 外部連結
- [利用高等科技擄拐及玩弄人類].   [2013-07-12]. （原始内容存档于2014-01-14） （英语）.